# Dirk Benedict
Dirk Benedict (n. 1 martie 1945, Helena, Montana, SUA) este un actor american de film, teatru și televiziune și autor. Este cel mai bine cunoscut pentru rolul  Locotenentului Templeton "Faceman" Peck în serialul NBC The A-Team sau ca Locotenentul Starbuck din filmul și seria originală Battlestar Galactica. Este autorul unor lucrări ca Confessions of a Kamikaze Cowboy sau And Then We Went Fishing. 

## Filmografie

### Film
| An   | Titlu                | Rol                            | Note                                                              |
| ---- | -------------------- | ------------------------------ | ----------------------------------------------------------------- |
| 1972 | Georgia, Georgia     | Michael Winters                |                                                                   |
| 1973 | Sssssss              | David Blake                    | Alt titlu: Ssssnake                                               |
| 1974 | W                    | William Caulder                | Alt titlu: I Want Her Dead / W is the Mark of Death               |
| 1978 | Battlestar Galactica | Lieutenant Starbuck            |                                                                   |
| 1979 | Scavenger Hunt       | Jeff Stevens                   |                                                                   |
| 1980 | Ruckus               | Kyle Hanson                    | Alte titluri: Ruckus in Madoc County / Big Ruckus in a Small Town |
| 1981 | Underground Aces     | Pete Huffman                   |                                                                   |
| 1985 | Mark of the Devil    | Frank Rowlett                  |                                                                   |
| 1986 | Body Slam            | M. Harry Smilac                |                                                                   |
| 1991 | Blue Tornado         | Alex Long                      |                                                                   |
| 1992 | Shadow Force         | Detectiv Rick Kelly            |                                                                   |
| 1994 | Demon Keeper         | Alexander Harris               |                                                                   |
| 1994 | Christina's Dream    | N/A                            | Regizor; Scurtmetraj                                              |
| 1995 | The Feminine Touch   | John Mackie                    | Alt titlu: The November Conspiracy                                |
| 1996 | Alaska               | Jake Barnes                    |                                                                   |
| 1998 | Waking Up Horton     | Tyler                          | Alt titlu: The Adventures of Young Brave                          |
| 2001 | Cahoots              | N/A                            | Regizor & Scenarist                                               |
| 2006 | Goldene Zeiten       | Douglas Burnett / Horst Müller | Alt titlu: Strike!                                                |
| 2007 | Recon 7 Down         | Tom Myers                      |                                                                   |
| 2009 | Inglorious Bumblers  | Tom Mayers                     |                                                                   |
| 2010 | The A-Team           | Pensacola Prisoner Milt        | Cameo                                                             |

### Televiziune
| An      | Titlu                                | Rol                          | Note                               |
| ------- | ------------------------------------ | ---------------------------- | ---------------------------------- |
| 1972    | Hawaii Five-O                        | Walter Clyman                | Episodul: "Chain of Events"        |
| 1974    | Chopper One                          | Officer Gil Foley            | Rol principal (13 episoade)        |
| 1975    | Journey from Darkness                | Bill                         | film TV                            |
| 1977    | Charlie's Angels                     | Cadet John Barton            | Episodul: "The Blue Angels"        |
| 1977    | The Cabot Connection                 | Brom Loomis                  | episod TV pilot                    |
| 1978    | Cruise Into Terror                   | Simon                        | film TV                            |
| 1978    | Charlie's Angels                     | Denny Railsback              | Episodul: "The Jade Trap"          |
| 1978–79 | Battlestar Galactica                 | Lieutenant Starbuck          | Rol principal (24 de episoade)     |
| 1980    | Galactica 1980                       | Lieutenant Starbuck          | Episodul: "The Return of Starbuck" |
| 1980    | The Georgia Peaches                  | Dusty Tyree                  | film TV                            |
| 1980    | The Love Boat                        | Jeff Dalton                  | Episodul: "That's My Dad"          |
| 1981    | Scruples                             | Spider Elliott               | film TV                            |
| 1982    | Family in Blue                       | Matt Malone                  | episod TV pilot                    |
| 1983–87 | The A-Team                           | Lt. Templeton 'Faceman' Peck | Rol principal (96 de episoade)     |
| 1983    | The Love Boat                        | Gary Wells                   | Episodul: "Whose Dog Is It Anyway" |
| 1984    | Hammer House of Mystery and Suspense | Frank Rowlett                | Episodul: "Mark of the Devil"      |
| 1985    | Amazing Stories                      | Face                         | Episodul: "Remote Control Man"     |
| 1987    | Hotel                                | Trevor Harris                | Episodul: "Prized Possessions"     |
| 1989    | Murder, She Wrote                    | Dr. David Latimer            | Episodul: "Smooth Operators"       |
| 1989    | Alfred Hitchcock Presents            | Dr. Rush                     | Episodul: "In the Name of Science" |
| 1989    | Trenchcoat in Paradise               | Eddie Mazda                  | film TV                            |
| 1991    | Bejewelled                           | Gordon                       | film TV                            |
| 1992    | Baywatch                             | Aaron Brody                  | Episodul: "Rookie of the Year"     |
| 1993    | Official Denial                      | Lt. Col. Dan Lerner          | film TV                            |
| 1993    | The Commish                          | Gil Higgins                  | Episodul: "All That Glitters"      |
| 1995    | Walker, Texas Ranger                 | Blair                        | Episodul: "Case Closed"            |
| 1995    | Murder, She Wrote                    | Gary Harling                 | Episodul: "Frozen Stiff"           |
| 1996    | Abduction of Innocence               | Robert Steves                | film TV                            |
| 2006    | Earthstorm                           | Victor Stevens               | film TV                            |
| 2007    | Celebrity Big Brother                | Rolul său                    | Housemate: third place             |

### Jocuri video
| An   | Titlu                  | Rol                 | Note  |
| ---- | ---------------------- | ------------------- | ----- |
| 1997 | Zork: Grand Inquisitor | Antharia Jack       |       |
| 2003 | Battlestar Galactica   | Lieutenant Starbuck | Voice |